# هالیاس
هالیاس (به انگلیسی: Halias) در اسطوره‌های یونان، یکی از نرئیدها است.
دختر نرئوس  و دوریس و یکی از پنجاه پری دریایی بود.